# AS Capoise
AS Capoise is een Haïtiaanse voetbalclub uit de stad Cap-Haïtien. De club werd één keer landskampioen en won één keer de nationale beker.
De ploeg speelde twee keer in de CONCACAF Champions Cup. In 1991 werd in de tweede ronde verloren van L'Etoile de Morne-à-l'Eau uit Guadeloupe en in 1995 ook in de tweede ronde van Top XX uit Guyana.

## Erelijst
Landskampioen
1997
Beker van Haïti
1938